# Митчелл, Аджай
Аджай Митчелл (фр. Ajay Mitchell; род. 25 июня 2002, Анс, Валлония) — бельгийский и американский профессиональный баскетболист, выступающий за клуб НБА «Оклахома-Сити Тандер». Играет на позиции разыгрывающего защитника и атакующего защитника.

## Ранняя жизнь и карьера
Митчелл вырос в бельгийском городе Анс. Он начал играть за молодежную команду «Лимбург Юнайтед» в 2019 году и сыграл 2 матча за основную команду в чемпионате Бельгии в сезоне 2019/2020. Митчелл стал основным игроком взрослой команды «Лимбург Юнайтед» в сезоне 2020/2021, при этом сохраняя статус любителя, что позволило ему в на следующий год перебраться в NCAA и выступать за Калифорнийский университет в Санта-Барбаре.

## Карьера в колледже
Митчелл сыграл в 27 играх в течение своего первого сезона и был назван новичком года конференции Big West и попасть во вторую символическую сборную конференции. По результатам второго года обучения он был признан баскетболистом года конференции Big West.

## Профессиональная карьера

### Оклахома-Сити Тандер (2024–настоящее время)
27 июня 2024 года Митчелл был выбран под 38-м номером командой «Нью-Йорк Никс» на драфте НБА 2024 года, однако сразу же в ночь драфта он был обменян в «Оклахому-Сити Тандер» в обмен на 40-й номер на драфте 2024 года и деньги. 6 июля 2024 года Митчелл подписал двусторонний контракт с «Оклахомой».
10 января 2025 года Митчелл выбыл на 10–12 недель после операции по восстановлению растяжения большого пальца правой ноги. 6 февраля «Тандер» официально перевели Митчелла на стандартный контракт, подписав с ним двухлетний контракт. 22 июня 2025 года «Тандер» выигрывает титул чемпиона НБА, что делает Митчелла вторым бельгийцем, выигравшим НБА после Дидье Илунги-Мбенги. 
30 июня 2025 года стало известно, что «Оклахома» отклонит опцию команды на 3 миллиона долларов в действующем соглашении с игроком и подпишет новый трехлетний контракт на 9 миллионов долларов. 

## Статистика

### Статистика в NCAA
| Сезон | Команда          | Conf     | Class | GP | GS | MPG  | FG%  | 3P%  | FT%  | RPG | APG | SPG | BPG | PPG  |
| --- | ---------------- | -------- | ----- | -- | -- | ---- | ---- | ---- | ---- | --- | --- | --- | --- | ---- |
| 2021/22 | УК Санта-Барбара | Big West | FR    | 27 | 23 | 32,1 | 53,1 | 32,7 | 75,0 | 2,2 | 3,7 | 0,8 | 0,2 | 11,6 |
| 2022/23 | УК Санта-Барбара | Big West | SO    | 35 | 35 | 33,8 | 50,6 | 26,7 | 81,3 | 2,7 | 5,1 | 1,3 | 0,3 | 16,3 |
| 2023/24 | УК Санта-Барбара | Big West | JR    | 29 | 29 | 31,5 | 50,4 | 39,3 | 85,8 | 4,0 | 4,0 | 1,2 | 0,4 | 20,0 |
| Всего | Всего            | Всего    | Всего | 91 | 87 | 32,5 | 51,1 | 33,2 | 81,8 | 3,0 | 4,3 | 1,1 | 0,3 | 16,1 |
| Наведите курсор мыши на аббревиатуры в заголовке таблицы, чтобы прочесть их расшифровку Статистика приведена с сайта sports-reference.com |                  |          |       |    |    |      |      |      |      |     |     |     |     |      |

### Статистика в других лигах
| Сезон | Команда              | Лига                         | GP | GS | MPG  | FG%  | 3P%  | FT%   | RPG | APG | SPG | BPG | PFL | TOV | PPG |
| --- | -------------------- | ---------------------------- | -- | -- | ---- | ---- | ---- | ----- | --- | --- | --- | --- | --- | --- | --- |
| 2019/20 | Все клубы            | Все лиги                     | 15 | 3  | 17,6 | 37,2 | 19,4 | 73,0  | 1,1 | 1,8 | 0,8 | 0,0 | 2,6 | 0,9 | 6,1 |
| 2019/20 | Нантер (мол.)        | Молодёжный чемпионат Франции | 13 | 3  | 19,4 | 36,5 | 19,4 | 69,7  | 1,2 | 2,0 | 0,9 | 0,0 | 3,0 | 0,9 | 6,5 |
| 2019/20 | Лимбург Юнайтед      | Чемпионат Бельгии            | 2  | 0  | 6,0  | 50,0 | -    | 100,0 | 0,5 | 0,5 | 0,0 | 0,0 | 0,0 | 0,5 | 4,0 |
| 2020/21 | Лимбург Юнайтед      | Чемпионат Бельгии            | 25 | 12 | 19,8 | 44,0 | 26,8 | 73,4  | 1,6 | 2,9 | 1,0 | 0,0 | 3,0 | 1,8 | 7,4 |
| Всего | Всего                | Всего                        | 40 | 15 | 19,0 | 41,6 | 23,9 | 73,3  | 1,4 | 2,5 | 0,9 | 0,0 | 2,8 | 1,5 | 7,0 |
| В чемпионате Бельгии | В чемпионате Бельгии | В чемпионате Бельгии         | 27 | 12 | 18,7 | 44,1 | 26,8 | 75,0  | 1,5 | 2,7 | 0,9 | 0,0 | 2,7 | 1,7 | 7,2 |
| Наведите курсор мыши на аббревиатуры в заголовке таблицы, чтобы прочесть их расшифровку Статистика приведена с сайта basketball.realgm.com |                      |                              |    |    |      |      |      |       |     |     |     |     |     |     |     |